# Lone Survivor
Lone Survivor (br O Grande Herói ou pt O Sobrevivente) é um filme de guerra de 2013, escrito e dirigido por Peter Berg. Ele é baseado em livro de 2007 de não-ficção de Marcus Luttrell com o mesmo nome, e retrata acontecimentos fracassados dos Navy SEALs dos Estados Unidos na missão Operação Red Wings durante a guerra no Afeganistão, em que quatro membros da SEAL Team 10 foram incumbidos de capturar ou matar o líder do Taliban Ahmad Shah. O filme é estrelado por Mark Wahlberg como Luttrell, com um elenco de apoio que inclui Taylor Kitsch, Emile Hirsch, Ben Foster, e Eric Bana.
Berg primeiro soube do romance em 2007 durante as filmagens de Hancock, e mais tarde perseguiu os direitos de filmagem com uma reunião com Luttrell para discutir uma adaptação para o cinema do livro. Depois de licitação contra a Warner Bros, Sony Pictures, Paramount Pictures e DreamWorks, Universal Studios ganhou os direitos de filmagem, com Berg para dirigir. A filmagem principal de Lone Survivor começou em outubro de 2012, e concluída após 42 dias; filmagens ocorreram no local, no Novo México. Lone Survivor é ajustado para ter um lançamento limitado em 27 de dezembro de 2013, e tem uma grande liberação em 10 de janeiro de 2014.

## Sinopse
O filme é baseado no SEAL Team 10 a qual a missão falhou: Operação Red Wings em 28 de junho de 2005, para capturar ou matar um líder talibã notório durante a guerra no Afeganistão.

## Elenco
- Mark Wahlberg como SO2 Marcus Luttrell[6]
- Taylor Kitsch como LT Michael P. Murphy[6]
- Eric Bana como LCDR Erik S. Kristensen[6]
- Emile Hirsch como SO2 Danny Dietz[6]
- Ben Foster como SO2 Matthew Axelson[6]
- Alexander Ludwig como SO2 Shane Patton[6]
- Sammy Sheik como Taraq
- Scott Elrod como Peter Musselman
- Ali Suliman como Gulab
- Corey Large como US Navy SEALs CAPT Kenney
- Rich Ting como SO2 James Suh
- Dan Bilzerian como SOCS Dan Healy
- Jerry Ferrara como SGT Hasslert